# Битва при Ле-Бурже

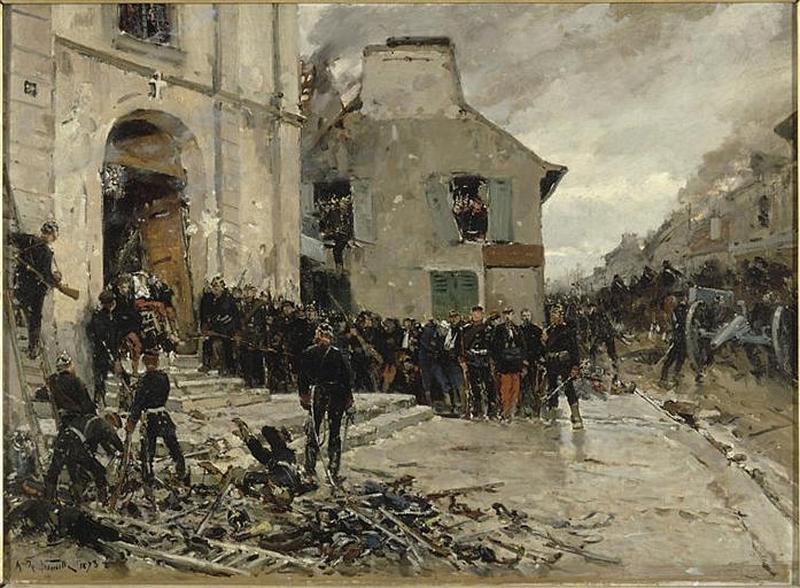
Немецкие войска в захваченном Ле-Бурже

Битва при Ле-Бурже под Парижем состоялось 30 октября 1870 года во время Франко-прусской войны.
28 октября французы под начальством генерала Карре де Бельмара неожиданной атакой овладели Ле-Бурже, которое было занято одной ротой пруссаков. Поскольку с занятием Ле-Бурже французы могли выставить здесь артиллерию большого калибра и беспокоить прусский гвардейский корпус позади разливов реки Маре, то начальнику 2-й гвардейской пехотной дивизии генералу Будрицкому было приказано взять Ле-Бурже обратно.
Между тем французы в течение 48 часов укрепили Ле-Бурже и усилили его внутреннюю оборону. Кроме того, немцам нужно было наступать по затопленной местности и под выстрелами с фортов Сен-Дени и Обервилье.
По диспозиции наступление должно было совершаться тремя колоннами: правая (два батальона) — co стороны Дюньи (2 км к северу от Ле-Бурже), средняя (четыре с половиной батальона и три конных батареи) — от Пон-Иблона (2 км к востоку от Дюньи), и левая (немногим менее трёх батальонов и две тяжёлые батареи) — со стороны Ле-Блан-Мений (3 км к северо-востоку от Ле-Бурже). Всем колоннам приказано одновременно сойтись у Ле-Бурже. Начало общего наступления назначено на 8:30; впрочем, левая колонна выступила на час раньше, так как ей предстояли более кружное движение и переправа через ручей Молере. Колонна эта, перейдя Молере по дороге в Дранси из Олне, должна была наступать вниз по ручью, чтобы атаковать Ле-Бурже с юга.
С началом движения открыли огонь две тяжёлые батареи у Блан-Мений под прикрытием трёх рот стрелков и три батареи у Пон-Иблона. Артиллерийский огонь продолжался во время наступления с дальнего расстояния (2 км), причём батареи у Пон-Иблона стреляли поверх наступавших войск.
Между тем обходное движение шло успешно; деревня Дранси (к юго-востоку от Ле-Бурже) была оставлена французами без сопротивления. Около 9:00 все колонны подошли к Ле-Бурже.
Желая воодушевить войска, генерал Будрицкий со знаменем в руках бросился вперёд; к 10:00 наружная ограда Ле-Бурже была в руках немцев; однако понесённые ими потери были весьма велики. Ещё более ожесточённый бой закипел внутри Ле-Бурже, где французы устроили баррикады и организовали оборону по участкам. Каждую баррикаду, каждое здание приходилось брать приступом. Только к часу дня кончился бой внутри Ле-Бурже.
Вынужденные оставить это селение, французы беспорядочно отступили и не пытались возвратить потерянное, несмотря на высланные из Парижа подкрепления.
Взяв Ле-Бурже, немцы, достигшие своей цели, приостановили наступление. Защищавший Ле-Бурже французский отряд, силы которого определяются в 5000 человек, оставил до 1200 пленных. Дивизия Будрицкого потеряла убитыми 57 (в том числе двоих полковых командиров), ранеными 431.
Фельдмаршал Мольтке впоследствии писал:

«Эта новая неудача увеличила недовольство парижского населения. Всё более и более исчезало уважение к правительству. Его обвиняли в неспособности, в измене. Шумные толпы народа требовали оружия, и даже часть национальной гвардии присоединилась к ним».

Тогда же, по свидетельству Мольтке, зазвучали призывы «Да здравствует коммуна!».